# Manco Cápac (Schiff)

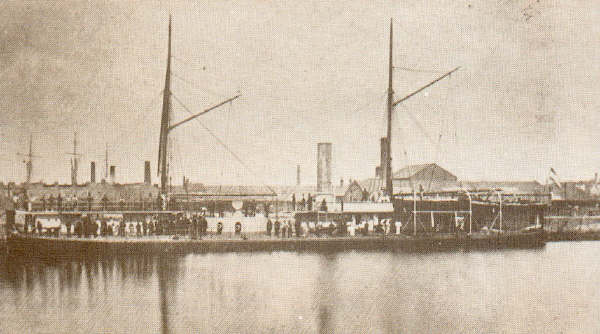
Fotografie der Manco Cápac

Die Manco Cápac war ein Kriegsschiff der peruanischen Marine vom Typ Monitor, das nach dem gleichnamigen mythischen ersten Herrscher der Inka benannt war.

## Technische Daten
- Schiffstyp: Monitor bzw. Panzerschiff
- Bauwerft: Alexander Swift & Company, Cincinnati, Ohio
- Stapellauf: 21. Mai 1864
- Größe: 2100 t
- Länge: 225 Fuß
- Breite: 43 Fuß
- Tiefgang: 13 Fuß
- Antrieb: Dampfmaschine
- Leistung: 320 PS
- Propeller: 1
- Höchstgeschwindigkeit: 8 kn
- Besatzung: 100 Mann
- Bewaffnung: 2-38,1-cm-Geschütze
- Panzerung: Turm (25,4 cm), Wasserlinie (12,7 cm), Deck (3,8 cm), Ruderhaus (25,4 cm)

## Geschichte

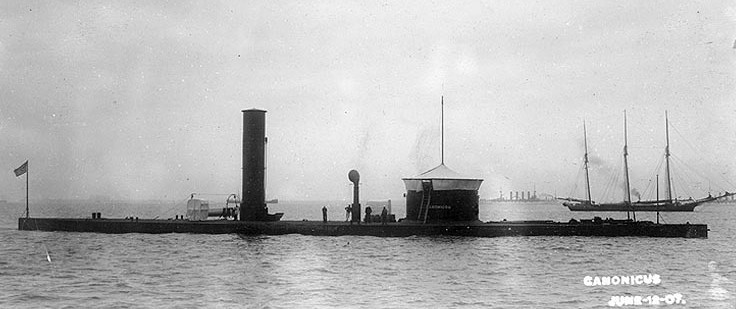
Die Canonicus

Das Schiff wurde von der Reederei Alex Swift & Co. in Cincinnati gebaut und gehörte der Canonicus-Klasse an. Es verfügte über zwei glattläufige 380 mm Dahlgrenkanonen. Der Stapellauf fand am 21. Mai 1864 statt.
Kurz nach dem Ende des Amerikanischen Bürgerkrieges wurde der Monitor ausrüstungsmäßig fertiggestellt und am 10. Juni 1865 unter dem Namen Oneota an die US-Marine ausgeliefert, aber nie in Dienst gestellt. Am 13. April 1868 erfolgte der Rückkauf des Monitors durch die Reederei Alex Swift & Co. Diese wiederum verkaufte das Kriegsschiff 1868 an Peru, obwohl dies gegen einen Vertrag zwischen den USA und Spanien verstieß.
Zu Beginn des Salpeterkriegs ankerte die Manco Cápac, zusammen mit einem zweiten Monitor, der Atahualpa, im Hafen von Callao. Am 21. Mai 1879 liefen chilenische Schiffe auf Callao zu, um die peruanische Flotte, die die Chilenen dort vermuteten, anzugreifen. Als sich herausstellte, dass die seetüchtigen peruanischen Kriegsschiffe, darunter die Huáscar, nach Süden ausgelaufen waren, kehrten die chilenische Schiffe um, ohne dass es zu einem Schusswechsel kam.
Im Seegefecht von Angamos erbeuteten die Chilenen die Huáscar und setzten sie anschließend gegen die Peruaner ein. Ab November 1879 blockierte die Huáscar den letzten verbliebenen peruanischen Hafen Arica und nahm die Befestigungen regelmäßig unter Beschuss. Die Kampfhandlungen vor Arica wurden von der deutschen Panzerkorvette Hansa und einigen britischen Kriegsschiffen aus sicherer Entfernung beobachtet, weil man sich strategisch interessante Aufschlüsse über die Wirkungen eines Beschusses von See erhoffte.

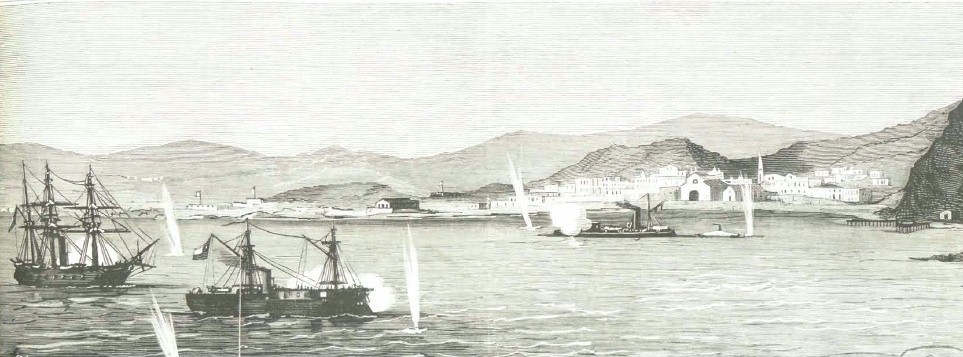
Gefecht vor Arica

Am 27. Februar 1880 kam es zu einem Seegefecht zwischen der Huáscar und der Manco Cápac, bei dem der schwedischstämmige chilenische Kommandant der Seeblockade, Manuel Thomson, durch einen Volltreffer an Deck fiel. Ansonsten endete das Gefecht ergebnislos und die chilenische Flotte setzte den Beschuss von Arica fort, bis die Stadt am 7. Juni 1880 vom chilenischen Landheer erobert wurde, womit die erste Phase des Salpeterkriegs für die Chilenen siegreich beendet war. Daraufhin setzten die Peruaner die Manco Cápac selbst auf Grund, damit sie nicht in die Hände der Chilenen fiel.
Das Wrack wurde 1960 wiederentdeckt und befindet sich rund fünf Kilometer westlich der Mündung des Río San José in einer Tiefe von rund 15 m. Es ist stark verfallen und wurde nach 1960 geplündert. 2007 wurde ein Dokumentarfilm über das Wrack produziert.